# AGS・JH27
AGS・JH27は、AGSチームが1991年のF1世界選手権用に製作した最後のフォーミュラ1カー。デザイナーはクリスチャン・バンダープレイン。3戦に参加したが、いずれも予選落ちしたため決勝レースに出走することは無かった。

## 背景
AGSは1991年シーズン開始時から破産の瀬戸際にあった。ステファン・ヨハンソンとガブリエル・タルキーニが持ち込んだ個人スポンサーからの予算は開幕2戦を賄えるだけであった。テクニカルディレクターのミッシェル・コスタは、1990年から91年にかけて新車AGS・JH26の開発を始めていたが、チームの財政難を知らされ、計画は草案の段階に過ぎなかった。そのためAGSは前年モデルの改良型JH25Bでシーズンを開始した。ヨーロッパラウンド開始前にチームはイタリア人の企業家グループに売却された。その内の一人、パトリツィオ・カンツォ（前スクーデリア・イタリアチームマネージャー）は、当時F3000チームのクリプトン・エンジニアリングを率いており、カンツォはクリプトンのスタッフをAGSに投入した。その中には1970年から88年までAGSの車両設計を担当し、その後スクーデリア・コローニ、リアル、ダラーラを経て1990年からクリプトンでテクニカル・ディレクターを務めていたバンダープレインもいた。クリプトンのオーナーであるカンツォが新オーナーとなったことで、約3年ぶりにAGSの一員となったバンダープレインは新車開発を1991年5月に始めた。彼はコスタの構想したJH26のプランを拒否し、全くの新車であるJH27の開発を引き受けた。JH27は1991年の夏にようやく完成したが、チームはそれまでJH25Bを使用した。

## 開発
AGS・JH27の設計は従来のものを踏襲していた。コックピットは低く、後部カウルはJH25に酷似していた。フロントウイングはフロントノーズ左右に段差の付いた独立した物が取り付けられた。エンジンはハイニー・マーダーがチューンしたコスワース DFRを搭載した。JH27は2台が製作された。シャシーナンバーは047と048が与えられた。

## レース戦績
最初のJH27はイタリアグランプリ中に完成したが、目撃者によるとその時点でまだ準備ができていなかった。AGSのドライバー2名の内、経験豊富なタルキーニにJH27が与えられ予備予選に臨んだ。そのラップタイムはチームメイトのファブリツィオ・バルバッツァがドライブするJH25Bよりも僅かに遅かった。イタリアグランプリでは両名とも予備予選落ちしている。続くポルトガルとスペインでは2台が用意され、ポルトガルではタルキーニとバルバッツァが予備予選落ち、スペインではタルキーニに代わって起用されたオリビエ・グルイヤールとバルバッツァがドライブしたが、これも予備予選落ちしている。JH27は一度も決勝を走ることが無く、AGSはスペイングランプリをもってF1から撤退した。AGSのF1撤退直前には経済的理由によりバンダープレインはAGSを離れており、活動を継続するクリプトンのF3000チームに戻ってルカ・バドエルの担当エンジニアとして彼のタイトル獲得に貢献することとなった。AGSの後任には元ユーロレーシングおよびユーロブルンの車をデザインしたマリオ・トレンティーノが就任し、撤退するまでJH27のエンジニアを務めていた。
JH27はデザインを担当したバンダープレインにとっての遺作となった。彼は半年後の1992年3月11日にAGSの本拠があり、彼の故郷でもあるゴンファロンの田舎道で交通事故のため死亡した。48歳だった。なお、事故の場所については新聞によっては「トリノ近郊」で起きたと記事を書いており、諸説ある。
JH27は、AGSチームが新たに始めたF1マシンを使用したドライビングスクール事業で長年にわたってサービスを提供し続けた。

## F1における全成績
(key) （太字はポールポジション）
| 年     | シャシー | エンジン                         | タイヤ | No. | ドライバー   | 1   | 2   | 3   | 4   | 5   | 6   | 7   | 8   | 9   | 10  | 11  | 12   | 13   | 14   | 15  | 16  | ポイント | 順位 |
| ------ | -------- | -------------------------------- | ------ | --- | ------------ | --- | --- | --- | --- | --- | --- | --- | --- | --- | --- | --- | ---- | ---- | ---- | --- | --- | -------- | ---- |
| 1991年 | JH27     | フォード-コスワース DFR, V8, 3.5 | G      |     |              | USA | BRA | SMR | MON | CAN | MEX | FRA | GBR | GER | HUN | BEL | ITA  | POR  | ESP  | JPN | AUS | 0        | NC   |
| 1991年 | JH27     | フォード-コスワース DFR, V8, 3.5 | G      | 17  | タルキーニ   |     |     |     |     |     |     |     |     |     |     |     | DNPQ | DNQ  |      |     |     | 0        | NC   |
| 1991年 | JH27     | フォード-コスワース DFR, V8, 3.5 | G      | 17  | グルイヤール |     |     |     |     |     |     |     |     |     |     |     |      |      | DNPQ |     |     | 0        | NC   |
| 1991年 | JH27     | フォード-コスワース DFR, V8, 3.5 | G      | 18  | バルバッツァ |     |     |     |     |     |     |     |     |     |     |     |      | DNPQ | DNPQ |     |     | 0        | NC   |

## その後
AGS・JH27は2シーター車に改造され、1990年代に始められたAGSレーシングスクールで使用された。ここでは代金を支払うことで、フォーミュラカーの走行を体験することができる。

## 参照
1. ↑  3戦に出場したがいずれも予備予選落ち。
2. ↑  Zum Ganzen: Ménard. La Grande Encyclopédie de la Formule 1. S. 106.
3. ↑  Hodges: Rennwagen von A-Z nach 1945, S. 10.
4. ↑  Entwicklungsgeschichte der Cosworth-Motoren auf www.research-racing.de (abgerufen am 13. Januar 2012).
5. ↑  シャシーナンバー046と047はJH26に使われる予定であった。
6. ↑  Hodges: A-Z of Grand Prix Cars 1906–2001, S. 8 („far from race-ready“).
7. ↑  タルキーニはフォンドメタルに移籍し、代わってグルイヤールが起用された。
8. ↑  フォンドメタルとAGSでドライバーを交換 F1GPX 1991スペインGP号 30頁 山海堂 1991年10月19日発行
9. ↑  Motorsport Magazine, Heft 4/1992, S. 123.
10. ↑  Top Gear, Heft 8/1998, S. 110 ff.